# Tuber separans
Tuber separans Gilkey – gatunek grzybów należący do rodziny truflowatych (Tuberaceae).

## Systematyka i nazewnictwo
Pozycja w klasyfikacji według Index Fungorum: Tuber, Tuberaceae, Pezizales, Pezizomycetidae, Pezizomycetes, Pezizomycotina, Ascomycota, Fungi.
Takson ten opisały został przez Helen Margaret Gilkey w 1916 r.